# Kenyentulus japonicus
Kenyentulus japonicus är en urinsektsart som först beskrevs av Imadaté 1961.  Kenyentulus japonicus ingår i släktet Kenyentulus och familjen lönntrevfotingar. Inga underarter finns listade i Catalogue of Life.